# 日盧季采

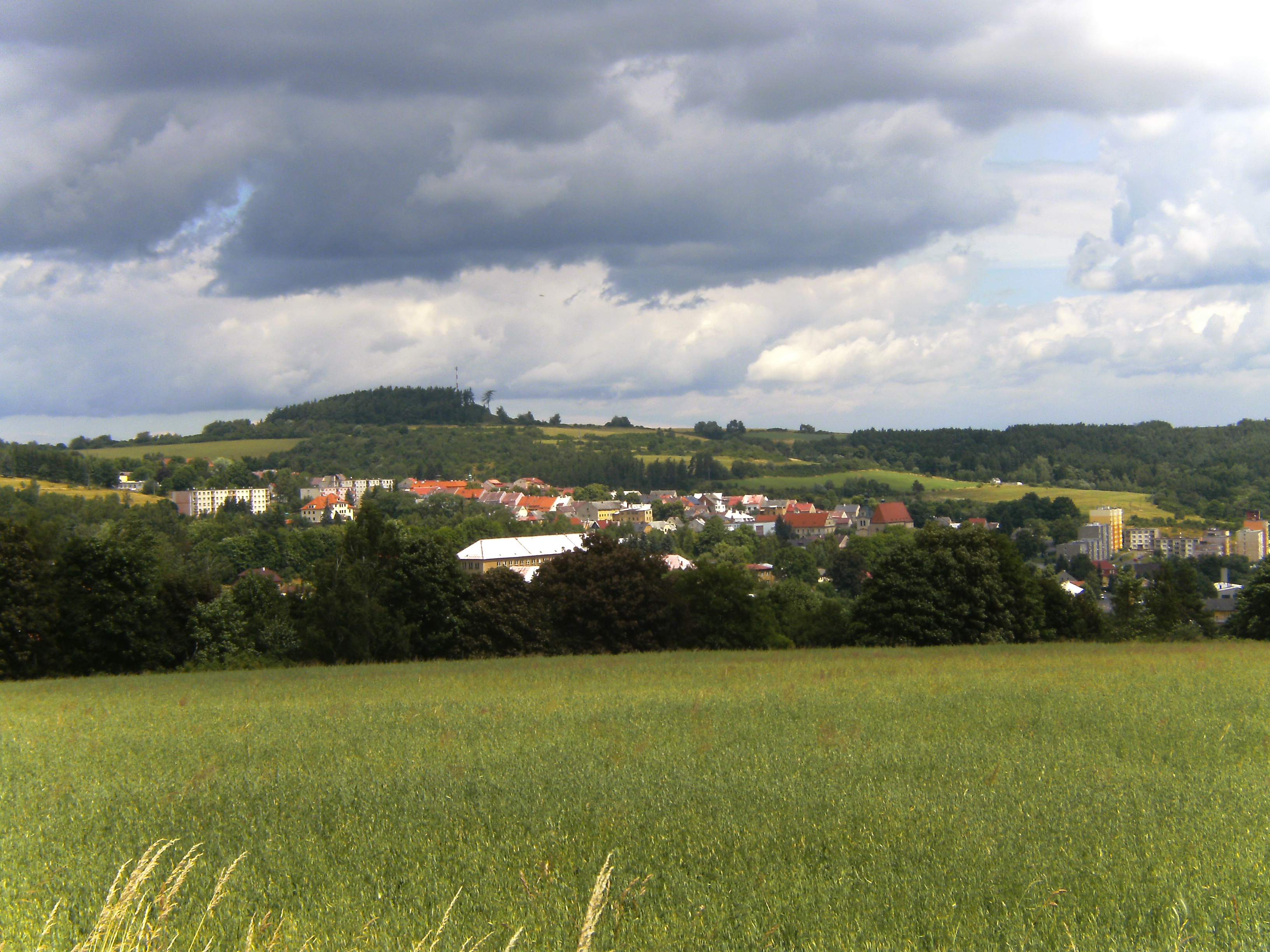

日盧季采是捷克的城鎮，位於該國西部，距離首府卡羅維發利25公里，由卡羅維發利州負責管轄，面積53.03平方公里，海拔高度497米，2011年人口2,596。